# پردراگ ریستوویچ
پردراگ ریستوویچ (صربی: Predrag Ristović؛ زادهٔ ۲۱ سپتامبر ۱۹۷۵) بازیکن فوتبال اهل صربستان بود.
از باشگاه‌هایی که در آن بازی کرده‌است می‌توان به باشگاه فوتبال راد، باشگاه فوتبال اسپارتاک مسکو، و باشگاه فوتبال رویال آنتورپ اشاره کرد.
وی همچنین در تیم ملی فوتبال صربستان و مونته‌نگرو بازی کرده‌است.